# Riemannov teorem
Riemannov teorem utvrđuje klasu integrabilnih funkcija i postojanje vrijednosti integrala na segmentu. Teorem je dokazao G.F.B. Riemann i obično se iskazuje u dvije tvrdnje:
1. Neprekidna funkcija na segmentu realnih brojeva je i integrabilna na tom segmentu.
2. Za neprekidnu funkciju f na segmentu [a, b] realnih brojeva postoji točka c takva da:

{\displaystyle \int _{[a,b]}f(x)dx=f(c)(b-a)}
Broj f(c) se naziva srednja vrijednost na segmentu [a, b]. Dokaz teorema se oslanja na svojstva jednolike neprekidnosti funkcije.